# Jadestadion
Das Jadestadion ist ein Fußballstadion im Stadtteil Rüstringer Stadtpark der niedersächsischen Stadt Wilhelmshaven. Die Fußballvereine SV Wilhelmshaven und Frisia Wilhelmshaven tragen hier ihre Heimspiele aus. Die 1999 fertiggestellte Anlage liegt im Sportforum an der Friedenstraße und bietet ein Fassungsvermögen von bis zu 7500 Zuschauern.

## Beschreibung

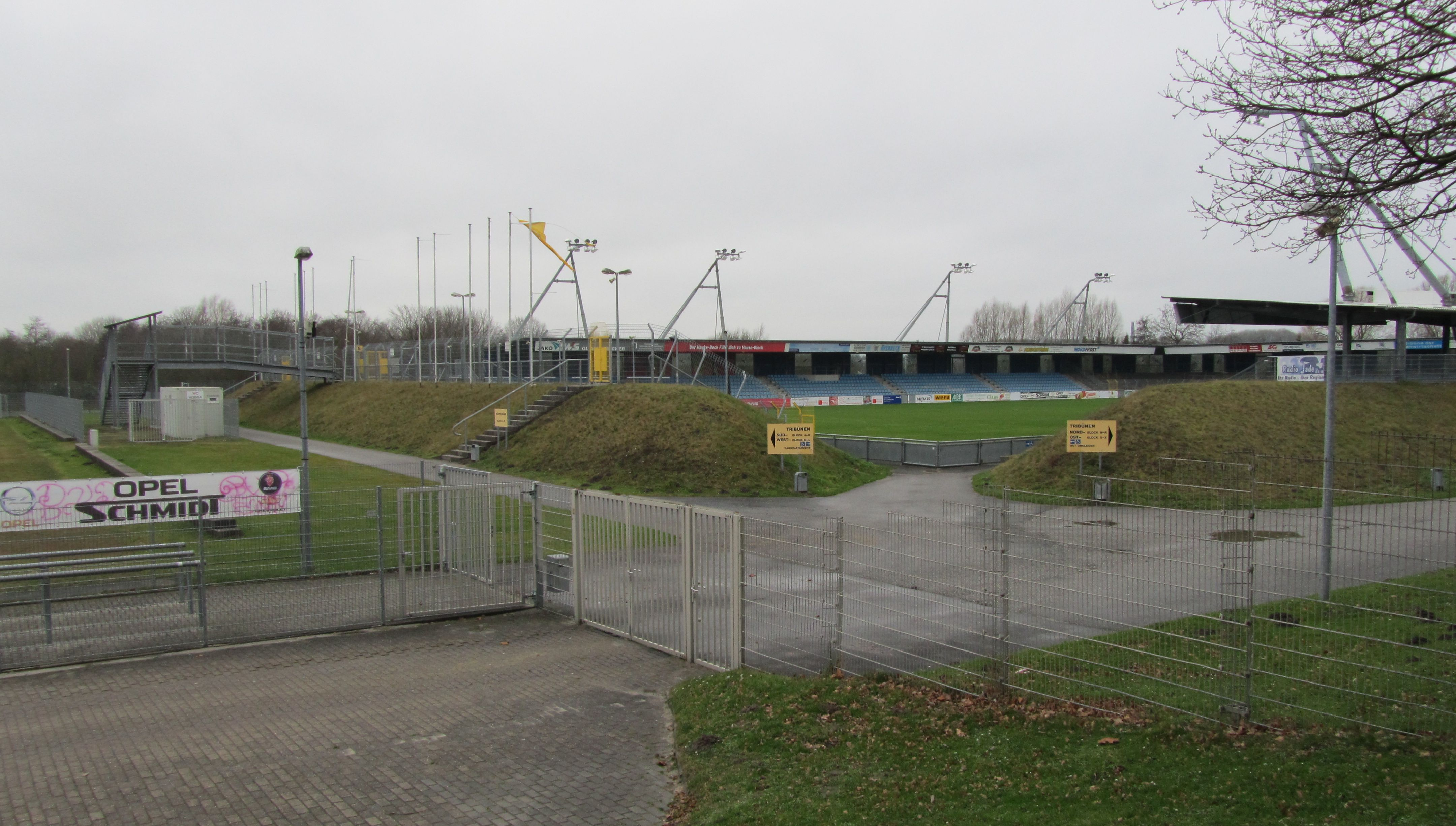
Eingangsbereich

Das reine Fußballstadion hat vier Tribünen, von denen die Nord-, Ost- und Westtribüne überdacht sind. Das Stadion besitzt 7500 Plätze, davon sind 2200 Sitzplätze und 5300 Stehplätze. Für die Gäste auswärtiger Vereine sind die ca. 2000 Plätze auf der unüberdachten Südtribüne reserviert. Zusätzlich gibt es auf der Ostseite des Stadions einen V.I.P.-Bereich, in dem 255 Gäste das Stadiongeschehen in einem exklusiven Rahmen hinter Glas verfolgen können. Das Stadion verfügt über eine moderne, farbfernsehtaugliche Flutlichtanlage nach UEFA-Standard mit insgesamt acht Flutlichtmasten, die auf dem Spielfeld eine Ausleuchtung von 800 Lux bewirken.

## Geschichte
Bevor das Jadestadion erbaut wurde, spielten die Fußballer des SV Wilhelmshaven im Stadion an der Friedenstraße. Im April 1999 legte der Oberbürgermeister der Stadt Wilhelmshaven, Eberhard Menzel, den Grundstein für das in nur 34 Wochen, vom 16. November 1998 bis 31. Juli 1999, erbaute Jadestadion. Im Dezember 1998 wurde mit dem Bau des Fundaments begonnen, und die Einweihung konnte bereits am 1. August 1999 stattfinden. Die Baukosten betrugen 6,2 Millionen DM, wobei sich die damalige „Gamma-Sportstätten-Betriebsgesellschaft GmbH“, später als Wirtschaftsrat beim SV Wilhelmshaven für die Finanzen verantwortlich, mit 1,8 Millionen DM an den Baukosten beteiligte und über dem Umkleidetrakt auf der Ostseite einen V.I.P.-Bereich, in dem 255 Gäste die Spiele verfolgen können, errichtete.
Das Stadion befindet sich im städtischen Besitz. Mit dem SV Wilhelmshaven wurde ein Nutzungsvertrag abgeschlossen, der sich zunächst auf zehn Jahre beläuft. Im Vertrag gibt es keinerlei Beschränkungen und der V.I.P.-Bereich darf auch für andere Veranstaltungen genutzt werden. Vor der Fußballsaison 2006/07 erfolgte der Ausbau des Jadestadions gemäß den Auflagen des DFB für Regionalliga-Stadien. Anfang 2008 wurde die aus dem Jahre 1999 stammende Flutlichtanlage für 80.000 Euro modernisiert. Die neue Anlage verfügt jetzt mit einer Ausleuchtung von 800 Lux über die doppelte Ausleuchtung. Die Anlage wurde am 23. Mai 2008 mit dem U-21 Juniorenländerspiel Deutschland gegen die Ukraine eingeweiht.

## Länderspiele
Das neue Jadestadion in Wilhelmshaven war bereits einige Male Austragungsort von Länderspielen der deutschen Juniorenmannschaften. So spielte am 28. September 1999 die deutsche U-16 Nationalmannschaft gegen die U-16 Nationalmannschaft von Nordirland. Am 29. April 2003 bestritt die deutsche U-21 Nationalmannschaft ein Länderspiel gegen die Auswahl von Serbien-Montenegro, das die deutschen Junioren mit 3:2 für sich entscheiden konnten. Rund 5.600 Zuschauer sahen das Spiel live im Stadion. Es war das erste Spiel der U-21 Mannschaft unter Ulli Stielike als Trainer. Am 18. September 2005 folgte vor 2500 Zuschauern ein U-17 Juniorenländerspiel gegen Japan, das ebenfalls siegreich mit 2:1 gewonnen werden konnte. Am 5. September 2006, kurz nach der Fußballweltmeisterschaft im eigenen Land, traten die deutschen U-21 Junioren zum EM-Qualifikationsspiel gegen Rumänien an. Vor 6450 Zuschauern besiegte das deutsche Team die Rumänen mit 5:1. Am 23. Mai 2008 kam es zu dem bisher letzten Auftritt einer deutschen U-21 Juniorenauswahl im Jadestadion. Vor ausverkauften Haus gewann die deutsche Mannschaft ein Testspiel gegen die Ukraine mit 4:0. Die U-15 Nationalmannschaft verlor am 21. Mai 2016 ein Testspiel gegen die Niederlande mit 1:2 vor 1300 Zuschauern.

## Verkehrsanbindung

### Straßenverkehr
Aus Richtung Oldenburg über die A29 bis zur Abfahrt Wilhelmshaven-Mitte/Coldewei fahren. Links in Richtung Stadtmitte abbiegen. Die erste Ampelkreuzung geradeaus überfahren. An der übernächsten Ampel links in die Friedenstraße abbiegen. Nach etwa 300 Meter erreicht man zur linken Hand das Sportforum mit der Handballhalle Nordfrost-Arena, dem Jadestadion und dem Erlebnisbad- und Sauna-Paradies Nautimo. Das Jadestadion befindet sich etwas zurückgesetzt zwischen der Nordfrost-Arena und dem Nautimo. Im Sportforum befinden sich ausreichend kostenlose Parkplätze.

### ÖPNV
Direkt am Hauptbahnhof von Wilhelmshaven befindet sich auch der Busbahnhof. Dort den Bus der Linie 6 Richtung „Voslapp Süd“ zum Ortsteil Wiesenhof nehmen und an der Haltestelle „Am Wiesenhof“ aussteigen. Links von der Bushaltestelle befindet sich ein Fußgänger- und Fahrradtunnel. Diesen durchlaufen und rechts auf den Totenweg einbiegen. Weiter bis zur nächsten Querstraße, der Friedenstraße, laufen. Links in die Friedenstraße einbiegen und nach etwa 300 m erreicht man das Jadestadion.